# مجموعات دافعي الضرائب
مجموعات دافعي الضرائب، والمعروفة أيضًا باسم اتحادات دافعي الضرائب، هي مجموعات غير ربحية رسمية أو جماعات ضغط غير رسمية تدعو إلى تقليل الضرائب وإجراء تخفيضات في الإنفاق الحكومي ووضع حد للدين العام. وتمتلك العديد من الولايات والمقاطعات الأمريكية مجموعات دافعي الضرائب. ويحاول أعضاء هذه المجموعات جعل وجودهم ملموسًا من خلال حضور جلسات ميزانية الحكومة والعمل مع المسؤولين المنتخبين وتوزيع المعلومات الخاصة بوجهات نظرهم بشأن فرض الضرائب والإنفاق. وحتى إنه يمكنهم بدء تشريعات على مستوى الدولة لإبقاء الضرائب والإنفاق تحت السيطرة.

## قائمة باتحادات دافعي الضرائب
- كندا - تحالف دافعي الضرائب الكندي
- كندا - اتحاد دافعي الضرائب الكندي
- ألمانيا - اتحاد دافعي الضرائب الألماني
- السويد - جمعية دافعي الضرائب السويدية
- سويسرا - اتحاد دافعي الضرائب السويسري
- المملكة المتحدة - تحالف دافعي الضرائب
- الولايات المتحدة - أمريكيون من أجل ضريبة عادلة
- الولايات المتحدة - أمريكيون من أجل الإصلاح الضريبي
- الولايات المتحدة - اتحاد دافعي الضرائب الوطني

## وصلات خارجية
- World Taxpayers Associations